# Fisklössjön, Medelpad
Fisklössjön är en sjö i Sundsvalls kommun i Medelpad och ingår i Indalsälvens huvudavrinningsområde. Sjön är 11 meter djup, har en yta på 0,101 kvadratkilometer och är belägen 345,3 meter över havet. Sjön avvattnas av vattendraget Kvarnån (Norrån).

## Delavrinningsområde
Fisklössjön ingår i det delavrinningsområde (697963-155371) som SMHI kallar för Utloppet av Stor-Gussjön. Medelhöjden är 357 meter över havet och ytan är 48,97 kvadratkilometer. Det finns inga avrinningsområden uppströms utan avrinningsområdet är högsta punkten. Kvarnån (Norrån) som avvattnar avrinningsområdet har biflödesordning 2, vilket innebär att vattnet flödar genom totalt 2 vattendrag innan det når havet efter 92 kilometer. Avrinningsområdet består mestadels av skog (77 procent). Avrinningsområdet har 6,01 kvadratkilometer vattenytor vilket ger det en sjöprocent på 12,3 procent.